# 污白絲蓋傘
污白絲蓋傘（學名：Inocybe geophylla），俗稱樸實絲蓋傘（Earthy Inocybe）、普通白絲蓋傘（Common White Inocybe）或以白色纖維蓋（White Fibrecap），是一種擔子菌門真菌，隸屬於絲蓋傘屬。這種真菌廣泛地分佈於歐洲和北美洲，並且於夏季和秋季在針葉樹和落葉樹下生長。這種真菌體形細小，呈白色，並且有殼頂。

## 分類
污白絲蓋傘最早是由南非真菌學家克里斯蒂安·亨德里克·珀森於1801年描述的，其學名為污白傘菌（Agaricus geophylla）。後來，德國真菌學家保羅·庫默爾於1871年將其學名改為現名。其學名中的源自拉丁文詞彙和，兩者的意思分別是「泥土」和「樹葉」。這種真菌有一個變種，名叫淡紫丝盖伞（Agaricus geophylla var. lilacina）。這個變種最早是由美國真菌學家克勞德·卡西米爾·吉列特於1872年描述的，其學名為淡紫傘菌（Agaricus lilacinus）。

## 描述

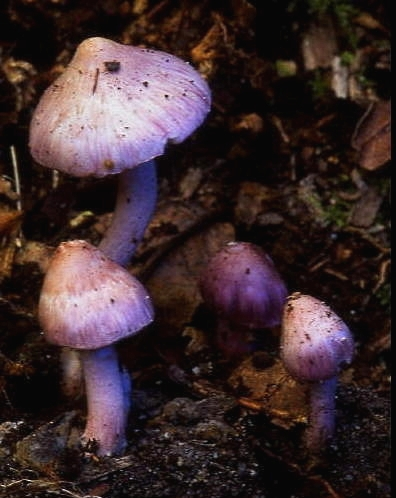
淡紫丝盖伞

污白絲蓋傘的菌蓋直徑為1–4厘米（0.4–2.6英寸），呈白色或奶油色，質感柔滑。起初呈凸面狀，隨著年齡增加會漸漸變成扁平狀，但仍然保留著一個殼頂。菌蓋邊緣隨著年齡增加會裂開。其菌柄高1–6厘米（0.4–2.4英寸），厚0.3–0.6厘米，呈白色，且缺乏菌環。其菌褶呈白色或淡奶油色，它們之間的間距不大，且子實層是連生的。其孢子印呈褐色，而其擔孢子的大小則為9 x 5微米。其菌肉呈白色，且氣味類似飯菜、濕土、甚至是精液。
污白絲蓋傘的變種淡紫丝盖伞有著類似的外形，但染著紫色的色調，而殼頂及菌柄底部則染著赭褐色的色調。有毒的淡紫丝盖伞經常被誤以為是紫蜡蘑，儘管後者有著纖維狀的菌柄、水果氣味和缺乏殼頂。

## 分佈及生境
污白絲蓋傘廣泛地分佈於歐洲和北美洲。這種真菌是透過外生菌根的方式依附在針葉樹和落葉樹上，並且主要在夏季和秋季在各種樹林中出現。這種真菌經常在路邊或草地上出現，且溝渠也適合其生長。
淡紫丝盖伞則在澳大利亞牒出現，並被一些的澳大利亞分類學家重新分類為紫柄絲蓋傘（Inocybe violaceocaulis）

## 毒性
就如許多其他絲蓋傘真菌，污白絲蓋傘主要的有毒成分為毒蕈鹼。在毒蕈鹼中毒約15至30分鐘後，大量流涎、出汗和流淚等症狀便會出現。嚴重的話，中毒者會腹痛、劇烈恶心、腹瀉、視力模糊和呼吸困難。中毒症狀一般在數小時內消退。毒蕈鹼中毒導致的死亡案例很罕見。毒蕈鹼的解毒剂為阿托品。